# ホセ・セレブリエール
ホセ・セレブリエール（José Serebrier, 1938年12月3日 - ）は、ウルグアイ・モンテビデオ出身の指揮者、作曲家。

## 来歴
11歳でウルグアイにおける最初のユース・オーケストラを組織し、指揮者デビュー。全国ツアーを行い、4年間の間に100回以上の公演を行う。15歳でモンテビデオの音楽市立学校を卒業。同時に国内の作曲コンクールに応募し優勝。1956年にカーティス音楽院に留学、その後タングルウッド音楽センターで作曲をアーロン・コープランドに師事する。タングルウッドでは小澤征爾と同室になっており、セレブリエールは当時勉強していたマーラーのスコアを小澤に見せたが、これは小澤にとって人生初のマーラー体験となった。また、同時期に当時ミネアポリス交響楽団の常任指揮者であったアンタル・ドラティの下で指揮法を学び、続いてピエール・モントゥーに師事。
そして17歳の時に作曲した交響曲第1番がレオポルド・ストコフスキーの目に止まり、1957年にヒューストン交響楽団とによって初演される。その後作曲家としてだけでなく、指揮者としてもストコフスキーに認められ、1962年にはアメリカ交響楽団の副指揮者に任命される。ストコフスキーについては「私の師の中で最も多くのことを学ばせてくれた人」と語るほど多大な影響を受ける。
また1968年にはジョージ・セルによってクリーヴランド管弦楽団のコンポーザー・イン・レジデンスに指名され、彼のリハサールを見学し、その合理的なやり方に感嘆したという。
代表的な録音にワーナー・ミュージックへのグラズノフ交響曲全集やNaxosへのストコフスキーの編曲集などがある。今までにチャールズ・アイヴズの交響曲第4番やグラズノフの交響曲第6番等で数度グラミー賞にノミネートされている。

## 作品
- 交響曲第1番
- 交響曲第2番（パルティータ）
- 交響曲第3番（神秘的交響曲）
- ファンタジア
- ヴァイオリン独奏のためのソナタ
- 冬の旅
- 哀歌
- 幻想曲（弦楽のための）